# Arenella (UPL di Palermo)
Arenella è la cinquantaquattresima Unità di Primo Livello di Palermo, inserita nella VII Circoscrizione. 
Al suo interno si trovano due porti turistici, in passato destinati alle attività di pesca: il porto dell'Arenella e il porto dell'Acquasanta.
Nel 1972 l'Arenella è stata la sede della terza ed ultima edizione del Palermo Pop, uno dei primi festival rock organizzati in Italia.

## Geografia fisica
L'Arenella sorge nella costa nord del capoluogo siciliano e si estende ai piedi del promontorio roccioso del Monte Pellegrino, sotto lo sperone del Pizzo della Selva. L'arenile del quartiere consiste in una spiaggia caratterizzata da una sabbia fine e dorata.
Confina a nord con la borgata di Vergine Maria e a sud con l'UPL Monte Pellegrino.

## Origini del nome
Il toponimo Arenella deriva dal siciliano Rinedda, che indica la sabbia finissima della spiaggia di tale zona. 

## Storia
L'Arenella nacque come piccolo borgo di pescatori nel XIV secolo, nelle vicinanze di una tonnara istituita per concessione del re e sopra cui Vitale Valguarnera Lanza - capostipite del Principato di Niscemi - ottenne nel 1645 la concessione del titolo di duca da Filippo IV di Spagna. 
Nella zona era già presente da almeno tre secoli un porticciolo, che secondo le testimonianze storiche fu il punto di approdo dei Normanni per conquistare la città di Palermo nel 1072. Inoltre, nel porto della borgata sbarcavano i viceré e gli arcivescovi che, prima di prendere possesso della loro carica nel capoluogo, vi restavano in attesa degli usuali festeggiamenti.
Nel 1830 alcune quote del complesso di pesca vennero acquistate dal senatore Vincenzo Florio, che riuscì ad aggiudicarselo nella sua totalità ad un'asta del 1838. Egli commissionò la trasformazione della struttura all'architetto Carlo Giachery, amico e collaboratore, prevedendo che parte dell'edificio diventasse un'abitazione. L'architetto progettò una palazzina quadrangolare in stile neogotico, che venne rinominata "I Quattro Pizzi" per via delle guglie che lo sovrastavano. Dal completamento dei lavori nel 1844, la dimora ospitò vari personaggi illustri tra cui i sovrani Borbone e la zarina di Russia insieme allo zar Nicola I, che se ne innamorarono a tal punto da rilevare i disegni originali di Giachery per fare costruire una palazzina del tutto simile nella residenza estiva di Peterhof, chiamandola Renel (Arenella) proprio in memoria di Palermo.
Fino agli inizi del XX secolo, lo sviluppo della borgata è stato legato a doppio filo con il successo imprenditoriale della famiglia Florio, che oltre ad incrementare il volume d'affari e l'attività della tonnara, fondarono nel 1852 anche lo stabilimento della Chimica Arenella, che era adibita alla lavorazione del sommacco, dello zolfo e dei derivati degli agrumi e che sfruttava un mulino a vento, nuovamente progettato da Carlo Giachery.
Nei primi anni del Novecento cambiò la rotta dei tonni, che diventarono in poco tempo introvabili nelle acque dell'Arenella: pertanto, il complesso di pesca chiuse in via definitiva. La palazzina neogotica venne abitata da Vincenzo Florio, che vi si ritirò con la famiglia una volta finito il periodo aureo della sua imprenditoria.
Con l'espansione di Palermo nel secondo dopoguerra, la borgata venne annessa al tessuto urbano della città ed è oggi un quartiere prevalentemente residenziale attraversato dalla strada statale 113 Settentrionale Sicula.

## Monumenti e luoghi d'interesse

### Architetture civili

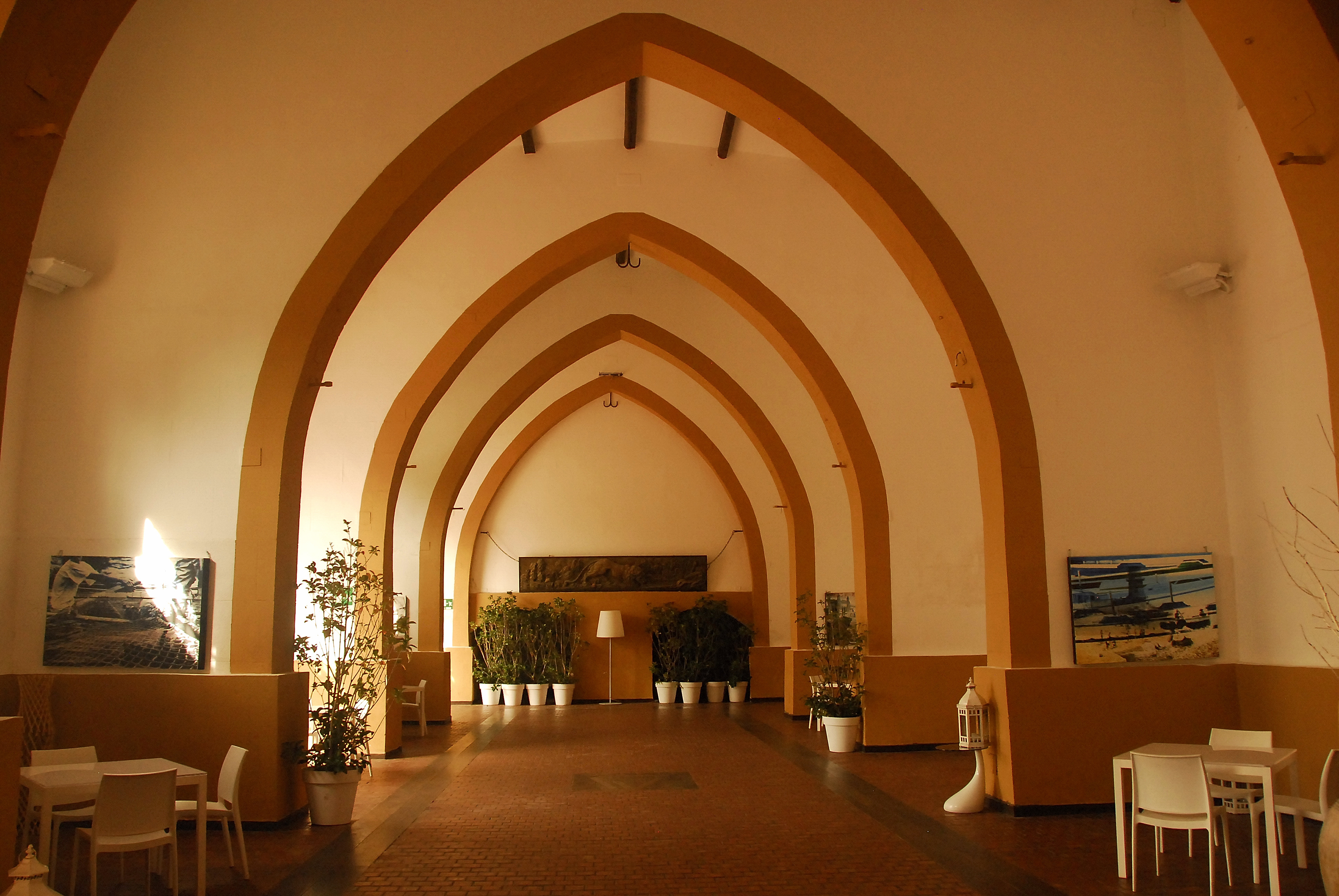
Gli archi interni della Tonnara Florio all'Arenella

Le architetture più rilevanti all'interno della UPL continuano ad essere: la Tonnara Florio, oggi in parte museo e in parte luogo dedicato a ricevimenti ed eventi, la cui presenza - insieme alla Tonnara Bordonaro nella confinante borgata di Vergine Maria - costituisce una delle ultime testimonianze dei successi imprenditoriali palermitani legati all'economia ittica tra il XIV e il XIX secolo; e la Palazzina dei Quattro Pizzi, uno degli esempi di maggiore pregio di stile neogotico nella provincia. Entrambi gli edifici testimoniano allo stesso tempo parte della storia dinastica della famiglia Florio.

## Media
il quartiere era sede di Radio Palermo Lido prima Radio libera Palermitana emittente radiofonica rinata nel 2023 (dopo 43 di inattività) in FM 88.3 a Palermo.

Sono esistite altre radio nel quartiere: tra queste si ricordano Radio A2 e Radio Arenella.